# Concurso de beleza masculino
A seguir é apresentada uma relação de concursos de beleza masculinos com resultados por ano.
Tais concursos não possuem tanto prestígio, torcedores e patrocinadores quanto os femininos. Contudo, na última década ganharam maior popularidade, principalmente em países asiáticos, o que causou o surgimento de diversos de novas premiações. Ainda assim, nem sempre as competições conseguem manter periodicidade anual.

## 1) Concursos internacionais tradicionais

### Manhunt International
- Organização: Metromedia Singapora e Procon Leisure International, Austrália, comandado por Rosko Dickinson.

| Ano e Sede | Edição | Campeão                         | Vice-campeão                           | Terceiro lugar                     | Número de candidatos | Ref.  |
| ---------- | ------ | ------------------------------- | -------------------------------------- | ---------------------------------- | -------------------- | ----- |
| 1993       | 1ª     | Alemanha- Thomas Sasse          | Turquia- Berke Hürcan                  | Suíça - Raffaele Memoli            | 24                   | [ 1 ] |
| 1994       | 2ª     | Grécia - Nikolas Papadakis      | Austrália- Trent Garfthon              | Estados Unidos - Richard Planks    | 24                   | [ 1 ] |
| 1995       | 3ª     | África do Sul - Albe Geldenhuys | Índia - Dino Morea                     | Estados Unidos - David Arnold      | 35                   | [ 1 ] |
| 1997       | 4ª     | Nova Zelândia - Jason Erceg     | Venezuela - Sandro Finnoglio           | Filipinas - Vincent Pinto          | 38                   | [ 1 ] |
| 1998       | 5ª     | Suécia - Peter Eriksen          | Alemanha - Tamme Boh Tjarks            | Estados Unidos - Robert Korceki    | 34                   | [ 1 ] |
| 1999       | 6ª     | Venezuela- Ernesto Calzadilla   | Índia - John Abraham                   | Dinamarca - Peter Kerby            | 43                   | [ 1 ] |
| 2000       | 7ª     | Austrália- Brett Wilson         | México- David Zepeda                   | Singapura- Brandon Choo            | 33                   | [ 1 ] |
| 2001       | 8ª     | Índia - Rajeev Singh            | China - Leo Zhang Wei Biao             | Venezuela- Luis Nery               | 43                   | [ 1 ] |
| 2002       | 9ª     | França - Fabrice Wattez         | Bélgica - Bart De Schuymer             | Turquia - Murat Erbaytan           | 47                   | [ 1 ] |
| 2005       | 10ª    | Turquia - Tolgahan Sayışman     | Letônia - Agris Blaubuks               | Curaçau - Henry Romero             | 42                   | [ 1 ] |
| 2006       | 11ª    | Estados Unidos - Jaime Mayol    | Bélgica - Fabien Hauquier              | China - Zhao Zheng                 | 53                   | [ 1 ] |
| 2007       | 12ª    | China - Jeffrey Zheng           | Canadá - Jason Millot                  | Grécia - Ioannis Athitakis         | 48                   | [ 1 ] |
| 2008       | 13ª    | Marrocos - Abdel Maghraouy      | Suécia - Egill Arnljots                | Costa Rica - Cesar Vegas           | 47                   | [ 1 ] |
| 2010       | 14ª    | Eslováquia - Peter Menky        | Gibraltar - Bogdan Brasoveanu          | Brasil - Marlon Di Gregori         | 50                   | [ 1 ] |
| 2011       | 15ª    | China - Chen Jian Feng          | República Dominicana - Nelson Sterling | Bélgica - Gianni Sennesael         | 48                   | [ 1 ] |
| 2012       | 16ª    | Filipinas - June Macasaet       | Suécia - Peter Jonsson                 | Macau - Martin Wang Yu-Tian        | 53                   | [ 1 ] |
| 2016       | 17ª    | Suécia - Patrik Sjöö            | Hong Kong - Ba Te Er                   | Inglaterra - Christopher Bramell   | 43                   | [ 1 ] |
| 2017       | 18ª    | Vietname - Trương Ngọc Tình     | Tailândia - Kongnat Choeisuwan         | Líbano - Gaetan Osman              | 37                   | [ 1 ] |
| 2018       | 19ª    | Espanha - Vicent Llorach        | Austrália - Dale Maher                 | Países Baixos - Luca Derin         | 28                   | [ 1 ] |
| 2020       | 20ª    | Países Baixos - Paul Luzineau   | Grécia - Nikos Antonopoulos            | Brasil - Matheus Giora             | 36                   | [ 1 ] |
| 2022       | 21ª    | Austrália - Lochie Carey        | Filipinas - Joshua de Sequera          | Estados Unidos - Elijah Van Zanten | 34                   | [ 1 ] |
| 2024       | 22ª    | Tailândia - Kevin Dasom         | França - Lucas Schlachter              | Filipinas - Kenneth Stromsnes      | 37                   | [ 1 ] |

### Mister International
- Organização a partir de 2006: Pradit Pradinunt, Tailândia venceu judicialmente o direito de utilizar a marca do concurso original Grasim Mister International, sediado na Índia e dirigido por Alan Sim , de 1998.[2][3]

| Sede Ano | Edição | Campeão                           | Vice-campeão                     | Terceiro lugar                    | Número de candidatos | Ref.  |
| -------- | ------ | --------------------------------- | -------------------------------- | --------------------------------- | -------------------- | ----- |
| 2006     | 1ª     | Líbano - Wissam Hanna             | Venezuela - Javier Delgado       | Grécia - Konstantinos Avrampos    | 19                   | [ 4 ] |
| 2007     | 2ª     | Brasil - Alan Martini             | Coreia do Sul - Oh Jong Sung     | Grécia - Aristotelis Bolovinos    | 17                   | [ 4 ] |
| 2008     | 3ª     | Vietname - Ngô Tiến Đoàn          | Líbano - Mohamad Chamseddine     | China - Zhang Shuo                | 30                   | [ 4 ] |
| 2009     | 4ª     | Bolívia - Bruno Kettels           | Espanha - Héctor Soría           | Líbano - Marcelino Gebrayel       | 29                   | [ 4 ] |
| 2010     | 5ª     | Reino Unido - Ryan Terry          | Brasil - Caio Lucius Ribeiro     | Espanha - Luis Alberto Macías     | 40                   | [ 4 ] |
| 2011     | 6ª     | Brasil - César Curti              | Chéquia - Martin Gardavský       | Indonésia - Steven Yoswara        | 33                   | [ 4 ] |
| 2012     | 7ª     | Líbano - Ali Hammoud              | Singapura - Ron Teh              | Eslovênia - Marko Šobot           | 38                   | [ 4 ] |
| 2013     | 8ª     | Venezuela - José Anmer Paredes    | Indonésia - Albern Sultan        | Brasil - Jhonatan Marko           | 38                   | [ 4 ] |
| 2014     | 9ª     | Filipinas - Neil Perez            | Líbano - Rabih El Zein           | Chéquia - Tomáš Dumbrovský        | 29                   | [ 4 ] |
| 2015     | 10ª    | Suíça - Pedro Mendes              | Brasil - Anderson Tomazini       | Coreia do Sul - Sang-Jin Lee      | 36                   | [ 4 ] |
| 2016     | 11ª    | Líbano - Paul Iskandar            | Japão - Masaya Yamagishi         | Itália - Vinicio Modolo           | 35                   | [ 4 ] |
| 2017     | 12ª    | Coreia do Sul - Seung Hwan Lee    | Colômbia - Manuel Molano         | África do Sul - Dwayne Geldenhuis | 36                   | [ 4 ] |
| 2018     | 13ª    | Vietname - Trịnh Văn Bảo          | Venezuela - Francesco Piscitelli | Hong Kong - Waikin Kwan           | 39                   | [ 4 ] |
| 2022     | 14ª    | República Dominicana- Manu Franco | Índia - Lukanand Kshetrimayum    | Venezuela - Orangel Dirinot       | 35                   | [ 1 ] |
| 2023     | 15ª    | Tailândia - Kim Thitisan Goodburn | Venezuela - William Badell       | Brasil - Edward Taiye Ogunniya    | 36                   | [ 1 ] |
| 2024     | 16ª    |                                   |                                  |                                   |                      |       |

### Mister International **
- Organização: The Mister International Organization, dirigida por Namuel Delsio, Filipinas. Perdeu judicialmente, mas anuncia que é detentora dos direitos do nome desde 2022.[2]

| Ano  | Edição   | Campeão                            | Vice-campeão                | Terceiro Lugar             | Número de candidatos | Ref.  |
| ---- | -------- | ---------------------------------- | --------------------------- | -------------------------- | -------------------- | ----- |
| 2022 | 14ª (1ª) | República Dominicana - Manu Franco |                             |                            |                      | [ 5 ] |
| 2023 | 15ª (2ª) | Espanha - José Calle               | Filipinas - Austin Cabatana | Jamaica - Tamichael Watson | 26                   | [ 5 ] |

### Mister World
- Organização: Miss World Organization, sob a direção de Juçia Morley.

| Ano  | Edição                 | Campeão                       | Vice-campeão                  | Terceiro lugar                 | Número de candidatos   | Ref.                   |
| ---- | ---------------------- | ----------------------------- | ----------------------------- | ------------------------------ | ---------------------- | ---------------------- |
| 1996 | 1ª                     | Bélgica - Thomas Nuyens       | México - Gabriel Soto         | Turquia - Karahan Çantay       | 50                     | [ 6 ]                  |
| 1998 | 2ª                     | Venezuela - Sandro Finoglio   | Porto Rico - Germán Méndez    | França- Gregory Rossi          | 43                     |                        |
| 2000 | 3ª                     | Uruguai- Ignacio Kliche       | Alemanha- Marcello Barkowski  | Estados Unidos - Dante Spencer | 32                     |                        |
| 2003 | 4ª                     | Brasil- Gustavo Gianetti      | Líbano - Assaad Tarabay       | Bélgica - Fabien Hauquier      | 38                     |                        |
| 2007 | 5ª                     | Espanha - Juan García Postigo | Brasil - Lucas Gil            | China - Lejun Tony Jiang       | 56                     | [ 7 ]                  |
| 2010 | 6ª                     | Irlanda - Kamal Ibrahim       | Chéquia - Josef Karas         | Nigéria - Kenneth Okolie       | 74                     |                        |
| 2012 | 7ª                     | Colômbia - Francisco Escobar  | Filipinas - Andrew Wolff      | Irlanda - Leo Delaney          | 48                     |                        |
| 2014 | 8ª                     | Dinamarca - Nicklas Pedersen  | Nigéria - Emmanuel Ikubese    | México - José Pablo Minor      | 46                     |                        |
| 2016 | 9ª                     | Índia - Rohit Khandelwal      | Porto Rico - Fernando Álvarez | México - Aldo Esparza          | 46                     |                        |
| 2019 | 10ª                    | Inglaterra- Jack Heslewood    | África do Sul - Fezile Mkhize | México- Brian Faugier          | 72                     |                        |
| 2024 | Data a ser confirmada. | Data a ser confirmada.        | Data a ser confirmada.        | Data a ser confirmada.         | Data a ser confirmada. | Data a ser confirmada. |

### Mister Global
- Organização: Pradit Pradinut, Tailândia de 2014 a 2023. A partir de 2024, organização de TPB Global.

| Ano  | Edição | Campeão                        | Vice-campeão                   | Terceiro lugar                  | Número de candidatos | Ref.   |
| ---- | ------ | ------------------------------ | ------------------------------ | ------------------------------- | -------------------- | ------ |
| 2014 | 1ª     | Myanmar - Myat Thuya Lwin      | Canadá - Michael South         | Coreia do Sul - Lee Jun-ho      | 16                   |        |
| 2015 | 2ª     | Vietname - Nguyễn Văn Sơn      | Canadá - Yuber Jiménez         | Tailândia - Apiwit Kunadireck   | 21                   |        |
| 2016 | 3ª     | Chéquia- Tomáš Martinka        | Tailândia - Tawatchai Jaikhan  | Espanha- Chema Malavia          | 30                   |        |
| 2017 | 4ª     | Brasil - Pedro Gicca           | África do Sul - Gerrie Havenga | Inglaterra- Christopher Bramell | 30                   |        |
| 2018 | 5ª     | Estados Unidos - Darío Duque   | Egito- Ahmed Lasheen           | Polónia - Jakub Kucner          | 38                   |        |
| 2019 | 6ª     | Coreia do Sul - Jong-Woo Kim   | Tunísia - Houssem Saïdi        | Espanha - José Luis Navarro     | 38                   |        |
| 2021 | 7ª     | Espanha - Miguel Ángel Lucas   | Vietname - Danh Chiếu Linh     | Coreia do Sul - Dongwoo Shin    | 33                   | [ 8 ]  |
| 2022 | 8ª     | Cuba - Juan Carlos Ariosa      | Colômbia - Oscar Guerrero      | Brasil - William Gama           | 39                   |        |
| 2023 | 9ª     | Índia - Jason Dylan Bretfelean | Hong Kong - Oliver Cheung      | Chile - Álvaro Flores           | 36                   | [ 9 ]  |
| 2024 | 10ª    | Filipinas - Daumier Corilla    | Espanha - Manuel Romo          | Nigéria - Favour Ogbuokiri      | 32                   | [ 10 ] |

### Mister Supranational
- Organização: World Beauty Association sob comando de Marcela Lobón e realização da empresa polonesa Nowa Scena, do empresário Gerhard von Lipiński.

| Ano  | Edição | Campeão                         | Vice-Campeão                   | Terceiro Lugar                | Número de Candidatos | Ref.   |
| ---- | ------ | ------------------------------- | ------------------------------ | ----------------------------- | -------------------- | ------ |
| 2016 | 1ª     | México- Diego Garcy             | Bielorrússia Sergey Bindalov   | Índia - Jitesh Thakur         | 36                   | [ 11 ] |
| 2017 | 2ª     | Venezuela - Gabriel Correa      | Espanha- Alejandro Cifo        | Brasil- Matheus Song          | 34                   | [ 12 ] |
| 2018 | 3ª     | Índia - Prathamesh Maulingkar   | Polónia- Jakub Kucner          | Brasil- Samuel Costa          | 39                   | [ 13 ] |
| 2019 | 4ª     | Estados Unidos - Nate Crnkovich | Brasil - Ítalo Cerqueira       | Peru - Alonso Martínez        | 40                   | [ 14 ] |
| 2021 | 5ª     | Peru - Varo Vargas              | Togo - Abdel Kacem             | Venezuela - William Badell    | 34                   | [ 15 ] |
| 2022 | 6ª     | Cuba - Luis Daniel Gálvez       | Indonésia- Matthew Gilbert     | Grécia - Leonidas Amfilochios | 34                   | [ 16 ] |
| 2023 | 7ª     | Espanha - Iván Álvarez          | Brasil - Henrique Martins      | Países Baixos - Luca Derin    | 40                   | [ 17 ] |
| 2024 | 8ª     | África do Sul - Fezile Mkhize   | Países Baixos - Casey de Vries | Filipinas - Brandon Espiritu  | 36                   | [ 18 ] |

### Mister Tourism World
- Organização: Mister Tourism World Organization (Edu Pillora).

| Ano  | Edição | Campeão                               | Vice-campeão                   | Terceiro Lugar                           | Número de candidatos | Ref.          |
| ---- | ------ | ------------------------------------- | ------------------------------ | ---------------------------------------- | -------------------- | ------------- |
| 2016 | 1ª     | Myanmar - Okkar Min Maung             | Nepal - Sangit Shrestha        | Brasil - Tieze Emiliano                  | 16                   | [ 19 ] [ 20 ] |
| 2017 | 2ª     | Bornéu - Joshua Lennet                | Myanmar - Aung Seng Htut       | Filipinas - Angelo Adarlo                | 14                   | [ 21 ] [ 22 ] |
| 2018 | 3ª     | Inglaterra - Kyle Vosper              | Países Baixos - Mike Piek      | República Dominicana - Osiris Gautier    | 24                   | [ 23 ] [ 24 ] |
| 2019 | 4ª     | Malásia - Danial Hansen               | Porto Rico - Jomar Josué Perez | República Dominicana - Rafael Columna    | 19                   | [ 25 ] [ 26 ] |
| 2021 | 5ª     | República Dominicana - Jonathan Checo | Porto Rico - Ali Garcia        | Índia - Shouryaditya Singh               | 28                   | [ 27 ] [ 28 ] |
| 2022 | 6ª     | Uruguai - Martín Machiñena            | Brasil - Márcio Tng            | Tailândia - Niwat Naknuan                | 21                   | [ 29 ] [ 30 ] |
| 2023 | 7ª     | Tailândia - Knot Thiraphat            | Filipinas - Jether Palomo      | República Dominicana - Byron J. Balbuena | 17                   | [ 31 ] [ 32 ] |
| 2024 |        |                                       |                                |                                          |                      |               |

### Man of the Year
- Organização: Man of the Year.

| Ano  | Edição | Campeão                              | Vice-campeão                | Terceiro lugar                 | Número de candidatos | Ref.          |
| ---- | ------ | ------------------------------------ | --------------------------- | ------------------------------ | -------------------- | ------------- |
| 2016 | 1ª     | Filipinas - Karan Singhdole          | Líbano - Tarek Moaykel      | Países Baixos - Tim Bertrams   | 11                   | [ 33 ] [ 34 ] |
| 2017 | 2ª     | Tailândia - Parinya Yaochueang       | Vietname - Tran Thai Nhut   | Chéquia- Lukáš Lesák           | 12                   | [ 35 ] [ 36 ] |
| 2018 | 3ª     | Tailândia - Phiratthapong Mooltribut | Brasil - Ândrio Frazon      | Líbano - Hady Fakhreddine      | 13                   | [ 37 ] [ 38 ] |
| 2019 | 4ª     | Coreia do Sul - Hojin Lee            | Vietname - Tuong Ngoc Minh  | Indonésia - Ryandi Putra       | 16                   | [ 39 ] [ 40 ] |
| 2022 | 5ª     | Chéquia - Dominik Chabr              | Vietname - Nguyen Minh Khac | Ucrânia - Iusypchuk Romanovych | 14                   | [ 41 ] [ 42 ] |
| 2023 | 6ª     | Brasil - Dereck Gimenes              | Taiwan - Aziman Mai         | Chéquia - Filip Sanda          | 15                   | [ 43 ]        |
| 2024 |        |                                      |                             |                                |                      |               |

### Man of the World
- Organização: Prime Event Productions (Carlo Morris Galang).

| Ano  | Edição | Campeão                      | Vice-campeão                  | Terceiro lugar                 | Número de candidatos | Ref.          |
| ---- | ------ | ---------------------------- | ----------------------------- | ------------------------------ | -------------------- | ------------- |
| 2017 | 1ª     | Egito - Mostafa Elezali      | Vietname - Nguyễn Hữu Long    | Jordânia - Abou Wassim         | 28                   | [ 44 ] [ 45 ] |
| 2018 | 2ª     | Vietname - Cao Xuân Tài      | Filipinas - Clint Peralta     | Malta - Bjorn Camilleri        | 27                   | [ 46 ] [ 47 ] |
| 2019 | 3ª     | Bulgária - Daniel Georgiev   | Coreia do Sul - Jin Kyu Kim   | Brasil - Jean Vitor Silva      | 30                   | [ 48 ] [ 49 ] |
| 2022 | 4ª     | Índia - Aditya Khurana       | Ucrânia - Vladimir Grand      | Filipinas - Nadim El Zein      | 22                   | [ 50 ] [ 51 ] |
| 2023 | 5ª     | Coreia do Sul - Jin Wook Kim | Hong Kong - Henry Wong        | Filipinas - James Reggie Vidal | 24                   | [ 52 ] [ 53 ] |
| 2024 | 6ª     | Venezuela - Sergio Azuaga    | Filipinas - Kenneth Cabungcal | França - Gwen Jegouzo          | 23                   | [ 54 ]        |

### Mister National Universe
- Organização: Mister National Universe Organization (Tanya Siri Vijitsomphong).

| Ano  | Edição | Campeão                  | Vice-campeão                       | Terceiro lugar                                | Número de candidatos | Ref.          |
| ---- | ------ | ------------------------ | ---------------------------------- | --------------------------------------------- | -------------------- | ------------- |
| 2017 | 1ª     | Índia - Pankaj Ahlawat   | Malásia - Nigelvan Andrew          | Tailândia - SeaGame Mekarkard                 | 15                   | [ 55 ] [ 56 ] |
| 2018 | 2ª     | Nepal - Phanendra Prasai | Tailândia - Natchanon Singlum      | Brasil - Marcos Vinicius Clarindo             | 18                   | [ 57 ] [ 58 ] |
| 2019 | 3ª     | Índia - Vikash Usham     | Filipinas - Wilson Yalung          | Malásia - Caleb Zheng Eg                      | 19                   | [ 58 ] [ 59 ] |
| 2022 | 4ª     | Vietname - Việt Hoàng    | Butão - Prema Wangchuk             | Coreia do Sul - Donghun Kim                   | 22                   | [ 60 ] [ 61 ] |
| 2023 | 5ª     | Malásia - Benedict Yu    | Inglaterra - Marcus Charlie Bishop | Tailândia - Kritti Nampradit                  | 22                   | [ 62 ]        |
| 2024 | 6ª     | França - Florent Dufrene | Porto Rico - Driel Souza           | República Dominicana - Rupvluon Junior Urraca | 20                   | [ 3 ]         |

### Mister Model International
- Organização: TIM Management Group (Luís Trujillo).

| Ano  | Edição | Campeão                              | Vice-campeão                      | Terceiro lugar                | Número de candidatos | Ref.          |
| ---- | ------ | ------------------------------------ | --------------------------------- | ----------------------------- | -------------------- | ------------- |
| 2013 | 1ª     | Brasil - Willian Rëch                | Fernando de Noronha - Hugo Sanges | Estados Unidos - Victor Matos | 10                   | [ 63 ] [ 64 ] |
| 2014 | 2ª     | Fernando de Noronha - Victor Zanatta | Porto Rico - Josué Amado          | Ilha Saona - Jerry Suero      | 16                   | [ 65 ] [ 66 ] |
| 2015 | 3ª     | Porto Rico - Melvin Román            | Índia - Phany Padaraju            | Brasil - Eduardo Mocelim      | 21                   | [ 67 ] [ 68 ] |
| 2016 | 4ª     | Tailândia - Narapat Sakunsong        | Espanha - Alejandro Nieto         | Senegal - Pape Ndiaye         | 27                   | [ 69 ] [ 70 ] |
| 2018 | 5ª     | Chile - José-Manuel Alcalde          | Itália - Marco D'Elia             | Líbano - Tarek Moaykel        | 28                   | [ 71 ] [ 72 ] |
| 2019 | 6ª     | Espanha - Sergio Ayala               | Ilha Saona - Javier Garcia Conde  | Tailândia - Danupong Kamda    | 25                   | [ 73 ] [ 74 ] |
| 2021 | 7ª     | Porto Rico - Bryan Matos             | Brasil - Luís Gustavo Couto       | Curaçao - Josias Mendes       | 29                   | [ 75 ] [ 76 ] |
| 2024 | 8ª     | Brasil - Eduardo Horvath             | Colômbia - Luis Colorado          | Espanha - Gerardo Sansegundo  | 23                   | [ 77 ]        |

### Mister Sea World/Universe
- Organização: MMSEA, Bulgária.

|      | Ano | Edição                                 | Campeão | Ref. |
| ---- | --- | -------------------------------------- | ------- | ---- |
| 2008 | 1ª  | Colômbia - Robinson Cervera            | [ 78 ]  |      |
| 2009 | 2ª  | Brasil - Guilherme Cruz                | [ 78 ]  |      |
| 2010 | 3ª  | Colômbia - Felipe Cardona              | [ 78 ]  |      |
| 2011 | 4ª  | Venezuela - Henrry Bolivar             | [ 78 ]  |      |
| 2012 | 5ª  | Macedônia do Norte - Stefan Loshkovski | [ 78 ]  |      |
| 2013 | 6ª  | Brasil - Jadson Basan                  | [ 78 ]  |      |
| 2014 | 7ª  | México - Luis Fernando Pelayo          | [ 78 ]  |      |
| 2016 | 8ª  | Espanha - Raúl Rogs                    | [ 78 ]  |      |
| 2017 | 9ª  | Argentina - Edgar Cardenia             | [ 78 ]  |      |
| 2018 | 10ª | Ucrânia - Bohdan Ysypchuk              | [ 78 ]  |      |
| 2019 | 11ª | Uruguai - Martín Nicolás Martínez      | [ 78 ]  |      |
| 2022 | 12ª | Argentina - Matías Duarte              | [ 78 ]  |      |
| 2023 | 13ª | Venezuela - Jean Pierre Martínez       | [ 78 ]  |      |

### Mister Mundial
- Organização: Felipe Recabarren Produções.

| Ano  | Edição | Campeão                                   | Número de candidatos | Ref.                                             |
| ---- | ------ | ----------------------------------------- | -------------------- | ------------------------------------------------ |
| 2005 | 1ª     | Porto Rico - Francis González             |                      | [ 78 ] [ 79 ] [ 80 ] [ 81 ] [ 82 ] [ 83 ] [ 84 ] |
| 2006 | 2ª     | Guatemala - Alejandro Castro              |                      | [ 78 ] [ 79 ] [ 80 ] [ 81 ] [ 82 ] [ 83 ] [ 84 ] |
| 2007 | 3ª     | Porto Rico - Joshua Louis Dalmau Irizarry |                      | [ 78 ] [ 79 ] [ 80 ] [ 81 ] [ 82 ] [ 83 ] [ 84 ] |
| 2008 | 4ª     | Bélgica - Jochen Vertessen                | 25                   | [ 78 ] [ 79 ] [ 80 ] [ 81 ] [ 82 ] [ 83 ] [ 84 ] |
| 2009 | 5ª     | Espanha - Pedro Enrique García            |                      | [ 78 ] [ 79 ] [ 80 ] [ 81 ] [ 82 ] [ 83 ] [ 84 ] |
| 2010 | 6ª     | Porto Rico - John Noguera                 |                      | [ 78 ] [ 79 ] [ 80 ] [ 81 ] [ 82 ] [ 83 ] [ 84 ] |
| 2011 | 7ª     | Brasil - Ralph Santos                     |                      | [ 78 ] [ 79 ] [ 80 ] [ 81 ] [ 82 ] [ 83 ] [ 84 ] |
| 2011 | 7ª     | Equador - Alejandro Zambran               |                      | [ 78 ] [ 79 ] [ 80 ] [ 81 ] [ 82 ] [ 83 ] [ 84 ] |
| 2012 | 8ª     | Brasil - Ivan Luiz                        |                      | [ 78 ] [ 79 ] [ 80 ] [ 81 ] [ 82 ] [ 83 ] [ 84 ] |
| 2014 | 9ª     | Porto Rico - José Iván Ríos Torres        |                      | [ 78 ] [ 79 ] [ 80 ] [ 81 ] [ 82 ] [ 83 ] [ 84 ] |
| 2022 | 10ª    | Brasil - Alexandro Alves                  | 16                   | [ 78 ] [ 79 ] [ 80 ] [ 81 ] [ 82 ] [ 83 ] [ 84 ] |

## 2) Concursos internacionais de início recente

### Mister Grand International
- Organização: Mister Grand International Organization (Uno Rodríguez & Andrew Duma-Up). From 2023: Mastermind Universe.
- + Em 2018 ocorreram dois concursos com o mesmo nome, mas a organização considera o dominicano Rodney Tapia Garcia como detentor do título do ano.

| Ano  | Edição | Campeão                                    | Vice-campeão                       | Terceiro Lugar                       | Número de candidatos | Ref.                                             |
| ---- | ------ | ------------------------------------------ | ---------------------------------- | ------------------------------------ | -------------------- | ------------------------------------------------ |
| 2017 | 1ª     | Austrália - Michael Angelo Skyllas         | Tailândia - Rachata Hamphanon      | Vietname - Nguyen Tien Dat           | 25                   | [ 85 ] [ 86 ] [ 87 ] [ 88 ] [ 89 ] [ 90 ] [ 91 ] |
| 2018 | 2ª (+) | Tahiti - Kevin Richmond                    | Países Baixos - Mike Piek          | Filipinas - David Simon Reyes        | 12                   | [ 85 ] [ 86 ] [ 87 ] [ 88 ] [ 89 ] [ 90 ] [ 91 ] |
| 2018 | 2ª     | República Dominicana - Rodney Tapia Garcia | -                                  | -                                    | -                    | [ 85 ] [ 86 ] [ 87 ] [ 88 ] [ 89 ] [ 90 ] [ 91 ] |
| 2019 | 3ª     | Vietname - Nguyên Van Thuân (Lucas Tuan)   | Brasil - Jairo Sanchez             | Filipinas - Paolo Gallardo           | 14                   | [ 85 ] [ 86 ] [ 87 ] [ 88 ] [ 89 ] [ 90 ] [ 91 ] |
| 2021 | 4ª     | Porto Rico- Fernando Rodriguez Padin       | Trinidad e Tobago - Suveer Ramsook | Estados Unidos - Cayman Cardiff      | 27                   | [ 85 ] [ 86 ] [ 87 ] [ 88 ] [ 89 ] [ 90 ] [ 91 ] |
| 2022 | 5ª     | Suíça - Michael Pelletier                  | Filipinas - Kristzan de los Santos | Singapura - Aaron Tan                | 21                   | [ 92 ] [ 93 ]                                    |
| 2023 | 6ª     | Líbano - Seif Al Walid Harb                | Singapura - Igor Cheban            | Tailândia - Sirinutt Sean Cholvibool | 30                   | [ 94 ]                                           |

### Mister Grand International*
- Organização: Job Models. Porto Alegre, Brasil.[95]
- * Tem o mesmo nome do concurso sediado na Ásia.

| Ano  | Edição | Campeão                    | Vice-campeão              | Terceiro Lugar           | Número de candidatos | Ref.                   |
| ---- | ------ | -------------------------- | ------------------------- | ------------------------ | -------------------- | ---------------------- |
| 2017 | 1ª     | Brasil - Willian Herculano | ---                       | ---                      | --                   | [ 96 ] [ 97 ]          |
| 2018 | 2ª     | Brasil - Bruno Poczinek    | ---                       | ---                      | ---                  | [ 98 ]                 |
| 2019 | 3ª     | Índia - Ashwani Neeraj     | Brasil - Marcos Tirapelli | ---                      | 13                   | [ 99 ] [ 100 ] [ 101 ] |
| 2020 | 4ª     | Brasil - Thiago Barbosa    | México                    | Paraguai                 | ---                  | [ 102 ]                |
| 2022 | 5ª     | Brasil - Gil Raupp         | Guiné - Cheick Yans       | Paraguai - Félix Gamarra | ---                  | [ 103 ]                |
| 2023 | 6ª     | México - Damián Buenrostro | ---                       | ---                      | ---                  | [ 104 ]                |

### Mister Universe Tourism
- Organização: BorGen Entertainment, Filipinas. Concurso com pequeno número de participantes, concentrados na Ásia.

| Ano  | Edição | Campeão                            | Vice-campeão                       | Terceiro Lugar                         | Número de candidatos | Ref.                   |
| ---- | ------ | ---------------------------------- | ---------------------------------- | -------------------------------------- | -------------------- | ---------------------- |
| 2017 | 1ª     | Tailândia - Richard Ricardo Carter | ---                                | ---                                    | ---                  | [ 78 ]                 |
| 2018 | 2ª     | Filipinas - Ion Perez (renunciou)  | Indonésia - Brata Kartasasmita     | Índia - Avjeet Singh                   | ---                  | [ 78 ] [ 105 ] [ 106 ] |
| 2019 | 3ª     | Tailândia - Surasak Muangkeaw      | Filipinas - Kelvin Aguilan Vicente | Indonésia - Andrew Rorano Karetji      | 10                   | [ 105 ]                |
| 2023 | 4ª     | Filipinas - Erik Lennart Visser    | Vietname - Huynh Vo Hoang Son      | Espanha - Francisco Jose Merida Moyano | ---                  | [ 107 ]                |
| 2024 | 5ª     | Taiwan - Chien-Yu Chen             | Filipinas - Larz Kent Dawson       | Índia - Chitrakanan Singh Thoudam      | 8                    | [ 108 ]                |

### Caballero Universal
- Organização: Organización Caballero Universal (Rafael Enrique Ramirez).

| Ano  | Edição | Campeão                                | Vice-campeão                | Terceiro lugar                       | Número de candidatos | Ref.            |
| ---- | ------ | -------------------------------------- | --------------------------- | ------------------------------------ | -------------------- | --------------- |
| 2021 | 1ª     | Espanha - Cristhian Gómez              | Venezuela - Luiz Bermúdez   | República Dominicana - Enmanuel Peña | 12                   | [ 109 ] [ 110 ] |
| 2022 | 2ª     | Estados Unidos - Jo Kendall            | Nicarágua - Carlos Palácio  | Espanha - Pablo Estrada              | 15                   | [ 111 ] [ 112 ] |
| 2023 | 3ª     | República Dominicana - Leandro Mendoza | Brasil - Ailton de Oliveira | Porto Rico - Enrique Díaz            | 20                   | [ 113 ]         |
| 2024 | 4ª     | Canadá - Jeremy Ste-Marie              | Venezuela - César Aguilera  | Brasil - Niellsen de Almeid          | 21                   | [ 114 ] [ 115 ] |

### Mister Friendship International
- Organização: JC Steed Group (Joe Kampol).

| Ano  | Edição | Campeão                        | Vice-campeão                          | Terceiro lugar                | Número de candidatos | Ref.            |
| ---- | ------ | ------------------------------ | ------------------------------------- | ----------------------------- | -------------------- | --------------- |
| 2021 | 1ª     | Filipinas - Migo de Vera       | Brasil - Wellington de Souza          | Zimbabue - Ishmael Murangandi | 18                   | [ 116 ] [ 117 ] |
| 2022 | 2ª     | Coreia do Sul - Yoo Byeong Eun | Tailândia - Kanawach Kueakanchanaphon | Índia - Songashim Rungsung    | 15                   | [ 118 ] [ 119 ] |
| 2023 | 3ª     | Camboja - Leav Veng Hour       | Taiwan - Sky                          | Indonésia - Justin Stephen    | 17                   | [ 120 ]         |
| 2023 | 4ª     | Dezembro/2024                  |                                       |                               |                      |                 |

### Man Hot Star International
- Organização: Man Hot Star International Organization (Jirathiwat Supharattanaseree).

| Ano  | Edição | Campeão                   | Vice-campeão                                  | Terceiro Lugar                 | Número de candidatos | Ref.            |
| ---- | ------ | ------------------------- | --------------------------------------------- | ------------------------------ | -------------------- | --------------- |
| 2022 | 1ª     | Filipinas - Jovy Bequillo | Coreia do Sul - Tim Obnithi                   | Tailândia - Max Nattakit       | 21                   | [ 121 ] [ 122 ] |
| 2023 | 2ª     | Filipinas - RJ de Vera    | Estados Unidos - Kristzan Karlo de los Santos | Coreia do Sul - Jo Seong Hyeon | 9                    | [ 123 ] [ 124 ] |

### Mister Fitness Supermodel World
- Organização: Mister Fitness Supermodel World.

| Ano  | Edição | Campeão                        | Vice-campeão                        | Terceiro Lugar                          | Número de candidatos | Ref.    |
| ---- | ------ | ------------------------------ | ----------------------------------- | --------------------------------------- | -------------------- | ------- |
| 2023 | 1ª     | Estados Unidos - Hansel Tran   | Índia - Harshit Arora               | Eslováquia - Kevin Mruskovic            | 22                   | [ 125 ] |
| 2024 | 2ª     | Uzbequistão - Artyom Feygelman | Filipinas - Godfrey Nikolai Murillo | República Dominicana - Jhoynier Collado | 12                   | [ 126 ] |

### Mister Earth International
- Organização: Mister Earth International Pageant, Venezuela.

| Ano  | Edição | Campeão                   | Vice-campeão                | Terceiro Lugar                | Número de candidatos | Ref.    |
| ---- | ------ | ------------------------- | --------------------------- | ----------------------------- | -------------------- | ------- |
| 2023 | 1ª     | Brasil - Lucas Bóvi       | Paraguai - Santiago Rodas   | Venezuela - Steven Aponte     | 13                   | [ 127 ] |
| 2024 | 2ª     | Filipinas - Nathaniel Tiu | Costa Rica - Diego González | Equador - Iván Andrés Morejón | 19                   | [ 128 ] |

### Great Man of the Universe
- Organização: Events Manila.

| Ano  | Edição | Campeão                    | Vice-campeão        | Terceiro Lugar           | Número de candidatos | Ref.            |
| ---- | ------ | -------------------------- | ------------------- | ------------------------ | -------------------- | --------------- |
| 2023 | 1ª     | Brasil - João Emilião      | Japão - Ryota Saito | Austrália - Conor Rigney | 13                   | [ 129 ] [ 130 ] |
| 2025 | 2ª     | Marcado para Julho de 2025 |                     |                          |                      |                 |

## 3) Concursos internacionais de abrangência regional

### Mister Latinoamérica Internacional
- Organização: Mister Latinoamérica.

| Ano  | Edição | Campeão                           | Vice-campeão                 | Terceiro Lugar                   | Número de candidatos | Ref.                   |
| ---- | ------ | --------------------------------- | ---------------------------- | -------------------------------- | -------------------- | ---------------------- |
| 2015 | 1ª     | El Salvador - Rolando Reyes       |                              |                                  |                      | [ 78 ] [ 131 ] [ 132 ] |
| 2016 | 2ª     | Riviera Maia - Oliver Canelo      |                              |                                  |                      | [ 78 ] [ 131 ] [ 132 ] |
| 2017 | 3ª     | Nicarágua - Elmer Garcia          |                              |                                  |                      | [ 78 ] [ 131 ] [ 132 ] |
| 2018 | 4ª     | Colômbia - Andrés Castillo        |                              |                                  |                      | [ 78 ] [ 131 ] [ 132 ] |
| 2019 | 5ª     | Costa Rica - Jeank Castro Alvarez |                              |                                  |                      | [ 78 ] [ 131 ] [ 132 ] |
| 2020 | 6ª     | Porto Rico - Jonathan Onill Perez |                              |                                  |                      | [ 78 ] [ 131 ] [ 132 ] |
| 2021 | 7ª     | México - Christian Cárdenas       |                              |                                  |                      | [ 78 ] [ 131 ] [ 132 ] |
| 2023 | 8ª     | Brasil - Erkon Kunrath            | Colômbia - Daniel Castrillon | Paraguai - Moisés David Redondo  | 10                   | [ 133 ]                |
| 2024 | 9ª     | Colômbia - Alejandro Gómez        | México - Milton Luna         | México - Manuel Rodriguez Moreno | 9                    | [ 134 ]                |

## 4) Concursos internacionais com temáticas específicas

### Mister Gay World
Organização: O seu campeão torna-se embaixador das causas LGBT no seu país e pelos países que visitar. Com trabalho árduo ano após ano, a organização por trás do concurso considera primordial candidatos com determinação e força de vontade para desempenhar seu papel com maestria.
| Ano  | Edição | Campeão                            | Vice-campeão                         | Terceiro lugar                   | Número de candidatos | Ref.    |
| ---- | ------ | ---------------------------------- | ------------------------------------ | -------------------------------- | -------------------- | ------- |
| 2009 | 1ª     | Irlanda - Max Krzyzanowski         | Paraguai - Alexis Céspedes           | México - Pico Velasco            | 19                   | [ 135 ] |
| 2010 | 2ª     | África do Sul - Charl van der Berg | Austrália - Byron Adu                | Hong Kong - Rick Dean Twombley   | 23                   | [ 136 ] |
| 2011 | 3ª     | África do Sul - Francois Nel       | Estados Unidos - Michael Kevin Holtz | Espanha - Israel Acevedo         | 23                   | [ 137 ] |
| 2012 | 4ª     | Nova Zelândia - Andreas Derleth    | África do Sul - Lance Weyer          | França - Remy Frejaville         | 22                   | [ 138 ] |
| 2013 | 5ª     | Nova Zelândia - Christopher Olwage | Hong Kong - Benjie Vasquez           | Estados Unidos - Matthew Simmons | 25                   | [ 139 ] |
| 2014 | 6ª     | Reino Unido - Stuart Hatton Jr.    | Chipre - Kiriakos Spanos             | Irlanda - Robbie Lawlor          | 23                   | [ 140 ] |
| 2015 | 7ª     | Alemanha - Klaus Burkart           | Hong Kong - Emmanuel Luciano         | Finlândia - Tomi Lappi           | 21                   | [ 141 ] |
| 2016 | 8ª     | Espanha - Roger Gosalbez           | Áustria - Christ Krauel              | Filipinas - Christian Lacsamana  | 22                   | [ 142 ] |
| 2017 | 9ª     | Filipinas - John Raspado           | Espanha - Cándido Arteaga            | Bélgica - Raf Van Puymbroeck     | 21                   | [ 143 ] |
| 2018 | 10ª    | Austrália - Jordan Bruno           | Nova Zelândia - Ricky Devine-White   | Índia - Samarpan Maiti           | 21                   | [ 144 ] |
| 2019 | 11ª    | Filipinas - Janjep Carlos          | Espanha - Francisco Alvarato         | Hungria - Oliver Pusztai         | 22                   | [ 145 ] |
| 2020 | 12ª    | Filipinas - Kodie Macayan          | Polônia - Marek Piekarczyk           | México - Vicente Miron           | 10                   | [ 146 ] |
| 2021 | 13ª    | África do Sul - Louw Breytenbach   | Filipinas - Joel Rey Carcasona       | Porto Rico - Joshuan Aponte      | 10                   | [ 147 ] |
| 2022 | 14ª    | Porto Rico - José López Duvont     | Estados Unidos - Tony Ardolino       | Alemanha - Max Appenroth         | 8                    | [ 148 ] |
| 2023 | 15ª    | Guam - Troy Michael Smith          | Grã-Bretanha - David Allwood         | Austrália - Dion Alexander       | 11                   | [ 149 ] |

### Mister Deaf International
- Organização: Miss & Mister Deaf International.
- Concurso para candidatos com deficiência auditiva.

| Ano  | Edição | Campeão                            | Número de candidatos | Ref.                            |
| ---- | ------ | ---------------------------------- | -------------------- | ------------------------------- |
| 2012 | 1ª     | Turquia - Cevat Simsek             | ---                  | [ 150 ] [ 151 ] [ 152 ] [ 153 ] |
| 2013 | 2ª     | Alemanha - Rafael-Evitan Grombelka | ---                  | [ 150 ] [ 151 ] [ 152 ] [ 153 ] |
| 2014 | 3ª     | Estados Unidos - Aaron Loggins     | ---                  | [ 150 ] [ 151 ] [ 152 ] [ 153 ] |
| 2016 | 4ª     | Quênia - Calvin Vogefu Musalia     | 14                   | [ 150 ] [ 151 ] [ 152 ] [ 153 ] |
| 2017 | 5ª     | Polónia - Meteusz Browski          | 19                   | [ 150 ] [ 151 ] [ 152 ] [ 153 ] |
| 2018 | 6ª     | Kosovo - Mergim Koshai             | 12                   | [ 150 ] [ 151 ] [ 152 ] [ 153 ] |
| 2019 | 7ª     | Índia - Ajih Kumar                 | ---                  | [ 150 ] [ 151 ] [ 152 ] [ 153 ] |
| 2022 | 8ª     | Vietname- Nguyen Trong Hung        | ---                  | [ 150 ] [ 151 ] [ 152 ] [ 153 ] |
| 2023 | 9ª     | Austrália- Gareth Kelaart          | ---                  | [ 150 ] [ 151 ] [ 152 ] [ 153 ] |

### Mister Deaf World
- Organização: Miss & Mister Deaf World, Chéquia.
- Concurso para candidatos com deficiência auditiva.

| Ano  | Edição | Campeão                              | Ref. |
| ---- | ------ | ------------------------------------ | ---- |
| 2013 | 1ª     | México - Christian Paul López Bernal |      |
| 2014 | 2ª     | França - Jean-Marie Bourdon          |      |
| 2015 | 3ª     | Colômbia - Camilo Viloria Arrieta    |      |
| 2016 | 4ª     | França - Kevin Petit                 |      |
| 2017 | 5ª     | Espanha - Eric Alcantara Pascual     |      |
| 2018 | 6ª     | Chéquia - Jan Emmer                  |      |
| 2019 | 7ª     | África do Sul - Phumelela Mapukata   |      |
| 2024 | 8ª     | Agendado para 13 de julho de 2024.   |      |

### Mister Deaf Universe
- Organização: MMDU Organization, fundado e administrado por Arne Masab.
- Concurso para candidatos com deficiência auditiva.

| Ano  | Edição | Campeão           | Vice-campeão    | Terceiro Lugar    | Número de candidatos | Ref.    |
| ---- | ------ | ----------------- | --------------- | ----------------- | -------------------- | ------- |
| 2014 | 1ª     | França -          | -               | -                 | -                    | [ 154 ] |
| 2015 | 2ª     | França -          | -               | -                 | -                    | [ 154 ] |
| 2016 | 3ª     | Roménia -         | -               | -                 | -                    | [ 154 ] |
| 2017 | 4ª     | Espanha -         | -               | -                 | -                    | [ 154 ] |
| 2018 | 5ª     | Alemanha -        | -               | -                 | -                    | [ 154 ] |
| 2019 | 6ª     | Roménia -         | -               | -                 | -                    | [ 154 ] |
| 2020 | 7ª     | Tailândia -       | -               | -                 | -                    | [ 154 ] |
| 2021 | 8ª     | França -          | -               | -                 | -                    | [ 154 ] |
| 2022 | 9ª     | Vietname - Xuan   | Butão - Kinley  | Hong Kong - Jason | 19                   | [ 154 ] |
| 2023 | 10ª    | Hong Kong - Marco | Polónia - Filip | Inglaterra - Matt | 11                   | [ 154 ] |

### Mister Teen International
- Organização: Mister Teen International.
- Sediado na Ásia. Candidatos "teen".

| Ano  | Edição | Campeão                           | Ref.    |
| ---- | ------ | --------------------------------- | ------- |
| 2009 | 1ª     | Singapura - Samson Ng             | [ 155 ] |
| 2010 | 2ª     | China - Jason Bao                 | [ 155 ] |
| 2011 | 3ª     | Singapura - Eugene Pang           | [ 155 ] |
| 2012 | 4ª     | Tailândia - Victor Sa-Nguans      | [ 155 ] |
| 2013 | 5ª     | Filipinas - Zhaundy Alam          | [ 155 ] |
| 2014 | 6ª     | Tailândia - Moto Sombattham       | [ 155 ] |
| 2015 | 7ª     | Indonésia - Dolly Parlin          | [ 155 ] |
| 2016 | 8ª     | Indonésia - William Gunawan       | [ 155 ] |
| 2017 | 9ª     | Sérvia - Gordi Radulovic          | [ 155 ] |
| 2018 | 10ª    | Guam - Anton Aflague              | [ 155 ] |
| 2019 | 11ª    | Singapura - Zec Ng                | [ 155 ] |
| 2020 | 12ª    | Peru - Vladimir Alexander         | [ 155 ] |
| 2021 | 13ª    | Filipinas - Vaughn Justice Zavala | [ 155 ] |
| 2023 | 14ª    | Filipinas - Robert Walcher IV     | [ 155 ] |

## 5) Concursos internacionais descontinuados

### Mister International
Organização: Grasim Mister International, sediado na Índia e dirigido por Alan Sim em 1988. Disputa judicial sobre o proprietário da marca a partir de 2006.
| Ano  | Edição | Campeão                      | Vice-campeão                  | Terceiro lugar                  | Número de candidatos | Ref.  |
| ---- | ------ | ---------------------------- | ----------------------------- | ------------------------------- | -------------------- | ----- |
| 1998 | 1ª     | Costa Rica - Mario Carballo  | Turquia- Hasan Yalnızoğlu     | Alemanha - Tamme Boh Tjarks     | 23                   | [ 4 ] |
| 1999 | 2ª     | Venezuela- Nadir Nery        | Líbano - James Ghoril         | Índia - Abhijit Sanyal          | 24                   | [ 4 ] |
| 2000 | 3ª     | Índia - Aryan Vaid           | México - Jorge Pascual        | China - Xu Chong                | 25                   | [ 4 ] |
| 2001 | 4ª     | Filipinas - Alexander Aquino | Venezuela - Anibal Martignani | Países Baixos - Leroy Vissers   | 36                   | [ 4 ] |
| 2002 | 5ª     | Índia - Raghu Mukherjee      | Venezuela - Julio Mendieta    | Grécia - Odysseus Karouis       | 26                   | [ 4 ] |
| 2003 | 6ª     | Sharjah - William Kelly      | Índia - Rajneesh Duggal       | Singapura - Shaun Paul Cuthbert | 32                   | [ 4 ] |

### Mister Universe Model / Men Universe Model
- Organização: Mister Universe Model, República Dominicana.

| Ano  | Edição | Campeão                                       | Vice-campeão                          | Terceiro Lugar                                 | Número de candidatos | Ref.    |
| ---- | ------ | --------------------------------------------- | ------------------------------------- | ---------------------------------------------- | -------------------- | ------- |
| 2008 | 1ª     | Espanha - Iván Cabrera Trigo                  | Alemanha - Philipp Holl               | Estados Unidos - Steve Otis                    | 21                   | [ 156 ] |
| 2009 | 2ª     | Estados Unidos - Joshua Day                   | Chile - Robinson Tajmuch Poblete      | Itália - Francesco Allegra                     | 24                   | [ 157 ] |
| 2010 | 3ª     | Bósnia e Herzegovina - Tarik Kaljanac         | Chile- Leo Andrés Opazo Becerra       | Bélgica - Tuur Roels                           | 33                   | [ 158 ] |
| 2011 | 4ª     | Venezuela - Juan Pablo Gómez                  | República Dominicana - Antonio Duarte | Luxemburgo - David Florentin                   | 42                   | [ 159 ] |
| 2012 | 5ª     | República Dominicana- Erick Jiménez Sabater   | Eslovênia - Miha Dragos               | Argentina - Daniel Cajiao                      | 27                   | [ 160 ] |
| 2013 | 6ª     | Riviera Maia- Rafael Armando Chávez Velázquez | Bélgica - Gianni Sennesael            | Senegal - Aziz Gueye                           | 29                   | [ 161 ] |
| 2014 | 7ª     | Brasil - Bruno Mooneyhan                      | Venezuela - José Luis Fernandez       | Espanha - Juan Antonio Peña Jiménez.           | 27                   | [ 162 ] |
| 2015 | 8ª     | Países Baixos - Rogier Warnawa                | Suíça - Ulysse Freitas                | Roménia - Iulian Damaschin                     | 35                   | [ 163 ] |
| 2016 | 9ª     | Panamá - Marlon Stiven Polo Anaya             | Venezuela- Luis Baez                  | República Dominicana - Victor Manuel Alcantara | 30                   | [ 164 ] |
| 2017 | 10ª    | Porto Rico - Kevin Montes                     | Bolívia - Choco Velasco               | México - Zamir Sierra                          | 45                   | [ 165 ] |
| 2018 | 11ª    | Curaçau - Anthony Clarinda                    | Uruguai - Sebastian Gasañol           | Venezuela - Jaime Betancourt                   | 36                   | [ 166 ] |
| 2019 | 12ª    | Bolívia - Jefferson Velasco                   | Bélgica - Amaury Bent                 | Brasil - Jean Ferrari                          | 25                   | [ 167 ] |

### Mister Tourism International
- Organização: Panamá Talents (2001 a 2002), Oshunlab Productions (Rocco Barria - de 2010 a 2015).

| Ano  | Edição | Campeão                           | Vice-campeão                | Terceiro lugar                  | Número de candidatos | Ref.            |
| ---- | ------ | --------------------------------- | --------------------------- | ------------------------------- | -------------------- | --------------- |
| 2001 | 1ª     | Espanha - Aitor Trigos            | Equador - Javier Casis      | Porto Rico - Israel Solla       | 15                   | [ 168 ] [ 169 ] |
| 2002 | 2ª     | Panamá - Junior Dean Kelly        | Singapura - Chong-Keng Chua | Venezuela - Gustavo Granados    | 18                   | [ 170 ] [ 171 ] |
| 2010 | 3ª     | Bolívia - Jorge Langenbacher      | Panamá - Yader Ibarra       | Letônia - Romāns Voitaņecs      | 18                   | [ 172 ] [ 173 ] |
| 2012 | 4ª     | Malta - Samuel Cassar             | Letônia - Mārtiņš Birģelis  | Colômbia - Juan Foronda         | 17                   | [ 172 ] [ 174 ] |
| 2013 | 5ª     | Costa Rica - José Daniel Ramírez  | Porto Rico - Phillipp Ortiz | Nicarágua - Félix Medal Mendoza | 14                   | [ 172 ] [ 175 ] |
| 2014 | 6ª     | Brasil - Ândrio Frazon            | Espanha - Jorge López Pérez | Venezuela - Hernán González     | 19                   | [ 172 ] [ 176 ] |
| 2015 | 7ª     | Porto Rico - José Alfredo Galarza | México - Ever Guzmán        | Dinamarca - Rasmus Kamæi        | 17                   | [ 172 ] [ 177 ] |

### Mister Handsome International
- Organização: Mister Handsome International.

| Local | Ano  | Edição                                 | Campeão                                | Ref.    |
| ----- | ---- | -------------------------------------- | -------------------------------------- | ------- |
|       | 1998 | 1ª                                     | República Dominicana - Robinson Castro | [ 150 ] |
| 1999  | 2ª   | Ilha de Coche - Emilio Navas           |                                        | [ 150 ] |
| 2000  | 3ª   | República Dominicana - Luis Fermín     |                                        | [ 150 ] |
| 2002  | 4ª   | Ilha de Margarita - Alberto Bachour    |                                        | [ 150 ] |
| 2002  | 4ª   | Porto Rico - Josean Castillo           |                                        | [ 150 ] |
| 2003  | 5ª   | Ilha Saona - Sixto Gutiérrez           |                                        | [ 150 ] |
| 2004  | 6ª   | Venezuela - Juan Hilario Pérez         |                                        | [ 150 ] |
| 2005  | 7ª   | Croácia - Phillip Keva                 |                                        | [ 150 ] |
| 2006  | 8ª   | Eslovênia - Jurica Butorac             |                                        | [ 150 ] |
| 2007  | 9ª   | Venezuela - Will Viloria               |                                        | [ 150 ] |
| 2008  | 10ª  | Colômbia - Jorge Garzón                |                                        | [ 150 ] |
| 2009  | 11ª  | Colômbia - César Giraldo               |                                        | [ 150 ] |
| 2010  | 12ª  | Venezuela - Carlos del Gallego Mozzara |                                        | [ 150 ] |
| 2011  | 13ª  | Porto Rico - Nelsonn Omar Sterling     |                                        | [ 150 ] |
| 2012  | 14ª  | Portugal - Andri Costa                 |                                        | [ 150 ] |
| 2013  | 15ª  | Porto Rico - Jerry Rivera              |                                        | [ 150 ] |
| 2014  | 16ª  | Brasil - Warley Santana                |                                        | [ 150 ] |
| 2015  | 17ª  | República Dominicana - Jezabel Pérez   |                                        | [ 150 ] |
| 2016  | 18ª  | Costa Rica - Obed Padilla              |                                        | [ 150 ] |
| 2017  | 19ª  | Panamá - Joriel Vargas                 |                                        | [ 150 ] |
| 2018  | 20ª  | Venezuela - Eric Ojeda                 |                                        | [ 150 ] |
| 2019  | 21ª  | Brasil - Lucas Ayres                   |                                        | [ 150 ] |

### Mister Universal Ambassador
- Organização: Edin Muhammad, participante ativo do Youth Foundation in Indonesia.

| Ano  | Edição | Campeão                                | Ref.    |
| ---- | ------ | -------------------------------------- | ------- |
| 2015 | 1ª     | Porto Rico - Christian Daniel          | [ 155 ] |
| 2016 | 2ª     | Sérvia - Aleksa Gavrilović             | [ 155 ] |
| 2017 | 3ª     | Vietname - Lương Gia Huy               | [ 155 ] |
| 2018 | 4ª     | Filipinas - George de Lumen            | [ 155 ] |
| 2019 | 5ª     | República Dominicana - Josué Rodríguez | [ 155 ] |

| Alguns vencedores de concursos de beleza |
| ---------------------------------------- |
|                                          |
|                                          |
|                                          |
|                                          |